# 朝倉和夫
朝倉 和夫（あさくら かずお、1903年6月15日 - 1986年）は、日本の会計学者・公認会計士・高校教員。札幌商科大学名誉教授。北海道札幌啓北商業高等学校元校長。

## 来歴
- 北海道上川郡東川町生まれ。
- 1926年（大正15年）小樽高等商業学校卒業。北海道庁立根室商業高校教諭
- 1942年（昭和17年）札幌市立商業學校教頭（ - 1953年）
- 1947年（昭和22年）札幌文科専門学院助教授
- 1953年（昭和28年）函館商科短期大学客員教授（ - 1955年）。北海道札幌啓北商業高等学校校長（ - 1964年）
- 1961年（昭和36年）学校法人札幌短期大学評議員
- 1964年（昭和39年）札幌短期大学商学科教授
- 1966年（昭和41年）学校法人明和学園評議員・理事。公認会計士登録
- 1968年（昭和43年）札幌短期大学商学科長
- 1971年（昭和46年）札幌商科大学商学部教授・同図書館長
- 1973年（昭和48年）札幌商科大学会計学研究所長・同電子計算機センター長
- 1981年札幌商科大学退職

## 著書
- 『企業会計汎論』（国元書房、1951年初版・1954年改訂増補版）
- 『現代簿記』（中央経済社、1975年）